# 레너드 새비지
레너드 지미 새비지(Leonard Jimmie Savage, 1917년 11월 20일 ~ 1971년 11월 1일)는 미국의 수학자이자 통계학자였다. 경제학자 밀턴 프리드먼(Milton Friedman)은 새비지가 "내가 망설이지 않고 천재라고 부르는 소수의 사람들 중 하나"라고 그를 언급한바있다.

## 프리드만-새비지 효용함수
프리드만-새비지 효용함수(Friedman–Savage utility function)는 폰 노이만-모르겐슈테른 효용함수(von Neumann-Morgenstern utility function)와는 기대효용가설에서 다른 양상을 보일수있다.

## 같이 보기
- 손실 함수